# Demografia das Filipinas

## Povos das Filipinas
- Aeta — negrito de Luzon Central
- Agta - negrito de Luzon do Norte
- Ayta - negrito de Luzon Central
- Ata - negrito de Bicol
- Abiyan - negrito de Bicol
- Ati - negrito de Visayas
- Batak - negrito de Palawan
- B'laan - tribo malaia das montanhas de Mindanau
- Bontoc - tribo malaia de Luzon do Norte
- Ibaloi - tribo malaia de Luzon do Norte
- Igorot - tribo malaia de Luzon do Norte
- Kankana-ey - tribo malaia de Luzon do Norte
- Lumad - tribo malaia de Mindanau
- Mamanua- negrito de Mindanau
- Maguindanao - tribo malaia da costa de Mindanau
- Manobo - tribo malaia de Mindanau
- Maranao - tribo malaia de Mindanau
- Negrito - termo genérico, também chamados pigmeus
- T'boli - tribo malaia de Mindanau
- Tasaday - tribo malaia disputada
- Tausug - tribo malaia

## Religião
As Filipinas são um dos dois países da Ásia de predominância cristã, sendo o outro Timor-Leste (ambos de maioria católica): mais de 90% da população é cristã. Cerca de 80% são fiéis da Igreja Católica Romana, enquanto os 10% restantes aderem a outras denominações cristãs, como a Igreja Filipina Independente, A Igreja de Jesus Cristo dos Santos dos Últimos Dias, Igreja Adventista do Sétimo Dia, Igreja Unida de Cristo, Membros da Igreja de Deus International e da Igreja Ortodoxa. . A divisão eclesiástica do país compreende várias dioceses e arquidioceses.
Entre 5% a 10% da população são muçulmanos, a maioria dos quais vive em Mindanao, Palawan e do arquipélago de Sulu, uma área conhecida como Bangsamoro ou da região Moro. Alguns migraram para zonas urbanas e rurais em diferentes partes do país. A maioria dos muçulmanos filipinos  prática, uma forma de islamismo sunita, enquanto outros grupos tribais, como o Bajau, prática de uma forma mista com animismo.